# Abba Siddick
Abba Siddick (25 december 1924 – 1 december 2017) was een Tsjadisch politicus. Hij was na de onafhankelijkheid van Tsjaad in 1960 een tijdlang minister van Onderwijs onder president François Tombalbaye, maar hij brak met het regime omdat dit de Arabische moslimbevolking zou discrimineren. Hij vervoegde de verzetsgroep Frolinat, waarvan hij in 1969 de leider werd. Toen Frolinat in 1971 in twee vleugels uiteenviel, leidde Siddick de radicale vleugel die toevlucht zocht in Algiers. Nadat de gematigde vleugel een akkoord sloot met president Tombalbaye, kondigde Siddick aan de strijd te zullen voortzetten. In 1978 werd hij afgezet als leider van Frolinat.